# Trombe marine
Pour les articles homonymes, voir Trombe.
Ne doit pas être confondu avec Tornade.
Une trombe marine est une colonne d'air mélangé d'eau en rotation, formant un entonnoir nuageux, sous un nuage convectif au-dessus d'une étendue d'eau,. Ces phénomènes de micro-échelle se forment lorsque les conditions sont très instables alors que de l'air froid passe au-dessus d'eaux chaudes. Généralement moins intenses qu'une tornade, elles se dissipent une fois sur la terre. Il en existe deux types : les trombes d'air froid et les trombes tornadiques.

## Description
Une trombe marine est le même phénomène qu'une tornade mais se produisant sur l'eau. Il s'agit donc d'une colonne d'air en rotation prenant la forme d'un entonnoir nuageux, aussi appelé tuba, se développant entre la surface d'un plan d'eau (mer, lac, etc.) et un nuage en altitude. Les trombes se développent grâce à l'instabilité de l'air et au cisaillement des vents au-dessus de leur lieu de formation. Elles se forment aussi bien sous les cumulus que sous les cumulonimbus.
Il en existe deux types : trombes d'air froid et tornadiques. La première se forme comme un tourbillon de poussière à la surface du plan d'eau en débutant comme un « buisson » de gouttelettes d’embruns et le tuba s'élève ensuite vers les nuages,. La seconde se forme à partir d'une rotation dans la base d'un nuage et le tuba ensuite descend vers la surface.
Une trombe est ordinairement moins puissante que la tornade mais, si elle parvient à toucher terre et à y survivre, elle en prendra le nom. La vitesse des vents associés peut dépasser les 100 km/h. Se produisant pendant la journée, elles peuvent former des groupes de deux ou plus, durer jusqu'à 20 minutes et avoir des diamètres d'une vingtaine de mètres. Elles se déplacent généralement à une vitesse de l'ordre de 15 à 25 km/h. Le record mondial connu de « familles » de trombes est de douze sur le lac Huron, alignées sous un couvert nuageux, dans les années 1980.

## Types

### Trombes d'air froid
Le type de trombes marines le plus courant est celui dit « d'air froid ». Ces trombes se forment quand de l'air frais se déplace au-dessus d'eaux relativement plus chaudes. La couche d'air doux juste au-dessus de la surface de l'eau étant moins dense que l'air froid qui arrive, il prend un équilibre instable et subit une poussée d'Archimède vers le haut. L'humidité qu'il contient se condense en altitude pour former des nuages convectifs qui peuvent aller du simple cumulus jusqu'au cumulonimbus et sous lesquels on retrouve des courants ascendants.
Contrairement aux tornades, ces trombes marines ne sont cependant pas créées par la concentration d'un mésocyclone dans le nuage, mais prennent naissance dans un tourbillon existant sous celui-ci. Ces tourbillons de faible intensité se forment dans une région où les vents ne subissent pas une variation de direction et de vitesse importante selon la verticale mais selon l'axe horizontal. Ainsi, la rencontre de brises de mer ou de terre de différentes directions, la canalisation du vent par la côte ou le front de rafale venant d'orages peuvent initier une zone de convergence locale des vents à la surface de l'eau. Lorsque cela se produit, il y a création d'une faible rotation verticale au point de rencontre et cette rotation peut être étirée par le passage du courant ascendant d'un nuage convectif en développement. Ceci donne une rotation intense à très fine échelle appelée micro-échelle (2 km ou moins) sous le nuage, le tout se passant généralement en l'absence de forçage dynamique : pas de front, de courant-jet, etc.  
Leur cycle de vie, tel que décrit dans la vidéo ci-contre, est le suivant, :
- Formation d'un disque circulaire d'une grande zone sombre de forme indéterminée appelée « tache sombre » ;
- Des bandes spirales claires se développent autour de la tache à la surface de l'eau ;
- Un anneau dense d'embruns marins en rotation, appelé collerette ou buisson[7], s'élève autour de la tache sombre avec ce qui semble être un œil ;
- La trombe d'eau s'étire en un entonnoir de la surface de l'eau jusqu'au nuage en altitude, atteignant une hauteur de plusieurs centaines de mètres et créant souvent un sillage dans les vagues en se déplaçant ;
- L'entonnoir et le vortex d'embruns commencent à se dissiper à mesure que l'afflux d'air chaud dans le vortex s'affaiblit, mettant fin au cycle de vie de la trombe marine.

Ces trombes marines mettent en jeu des vents moins rapides que leurs homologues terrestres et apparaissent habituellement au printemps ainsi qu'en automne, lorsque le contraste entre l'air et l'eau est le plus grand. Des chercheurs ont photographié des trombes d'eau et effectué des mesures dans le cœur de celles-ci à l'aide d'instruments embarqués dans des avions. On ne sait cependant pas clairement si les résultats obtenus sur ces trombes sont transposables aux tornades, et en particulier à celles qui sont fortes et violentes. Le courant dans les niveaux inférieurs de la trombe d'eau peut, par exemple, différer de celui d'une tornade parce qu'un vortex sur l'océan, circulant sur une surface lisse, est donc soumis à des frottements plus faibles.

### Trombes tornadiques

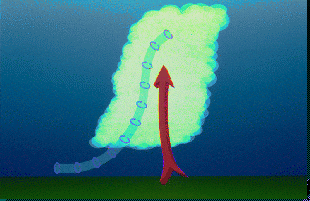
Basculement d'une rotation horizontale par le courant ascendant pour former une rotation verticale dans une tornade.

Ce type de trombes est essentiellement identique aux tornades terrestres et se produit sous des orages supercellulaires. Ainsi un cisaillement vertical des vents est transformé en une rotation verticale par le très fort courant ascendant sous ce type de nuage. Elles peuvent atteindre une très forte intensité et poser un important danger à la navigation, à l'aviation et aux personnes dans le secteur. Comme elles sont associées à une forte dynamique, elle ne se dissipent pas en entrant dans les terres. Elles faiblissent cependant à cause de la friction et de la diminution du nuage associé qui perdra l'apport thermodynamique que lui procure l'étendue d'eau.
Ce type de trombe marine est assez rare, car les conditions nécessaires d'instabilité pour générer des supercellules se retrouvent en général sur la terre ferme : fort réchauffement diurne, humidité de surface, air froid et sec en altitude, déclencheur. On les retrouve donc le plus souvent lors d'épisodes très bien organisés d'orages violents associés aux fronts froids très actifs ou aux systèmes convectifs de méso-échelle passant de la terre à la mer.

## Techniques de prévision
Dans le cas des trombes tornadiques, la prévision se fait en estimant l'énergie de convection disponible et le cisaillement des vents dans les bas niveaux de la troposphère. 
Pour les autres trombes marines, il existe différentes méthodes pour estimer le potentiel de développement. L'une de celles-ci a été développée par un météorologue canadien du nom de Wade Szilagyi. Il a répertorié un grand nombre d'événements et les a classés selon la hauteur du sommet des nuages associés à la trombe par rapport à la différence de température entre la surface de l'eau et la pression de 850 hPa (environ 1 500 m d'altitude). La répartition des trombes dans le graphique montra que l'on pouvait diviser le graphique en secteurs de potentiel. 
L'indice de trombe marine (SWI) qui en résulta va de -10 à +10. Grosso modo, une valeur de -10 se retrouve dans le coin inférieur gauche du graphique, là où la différence de température et la hauteur des sommets des nuages sont faibles. Les valeurs de SWI augmentent en se dirigeant vers le coin supérieur droit. Les valeurs négatives représentent des conditions défavorables. Plus la valeur positive est grande, plus le potentiel est élevé

## Trombes hivernales ou de neige
Un cas particulier de trombe marine en air froid est celui des trombes de neige. Ces trombes très rares et peu documentées se produisent lors d'une situation propice aux bourrasques de neige en aval de plans d'eau en hiver. Lorsque de l'air arctique ayant des températures bien sous le point de congélation passe au-dessus d'un lac ou de la mer sans glace, la différence de température provoque une forte convection. L'atmosphère devenant rapidement isotherme ensuite, à cause du niveau très bas de la tropopause, le sommet des nuages ne dépasse pas celui de gros cumulus. 
Cependant les mouvements verticaux sous ces nuages sont très intenses et la moindre rotation de l'air deviendra un tourbillon important. Si les vents sont relativement légers et de direction constante près du courant ascendant, une rotation peut être engendrée lors de la rencontre d'un point de convergence avec un vent contraire sur le plan d'eau, comme dans le cas des trombes marines classiques. Malgré tout, il y a eu très peu de signalements de trombes hivernales se formant dans ces conditions, probablement parce que le cisaillement vertical des vents est en général important en hiver, ce qui empêche la formation d'une rotation ayant une épaisseur suffisante en changeant la configuration des vents lorsque l'on s'élève,.

## Climatologie

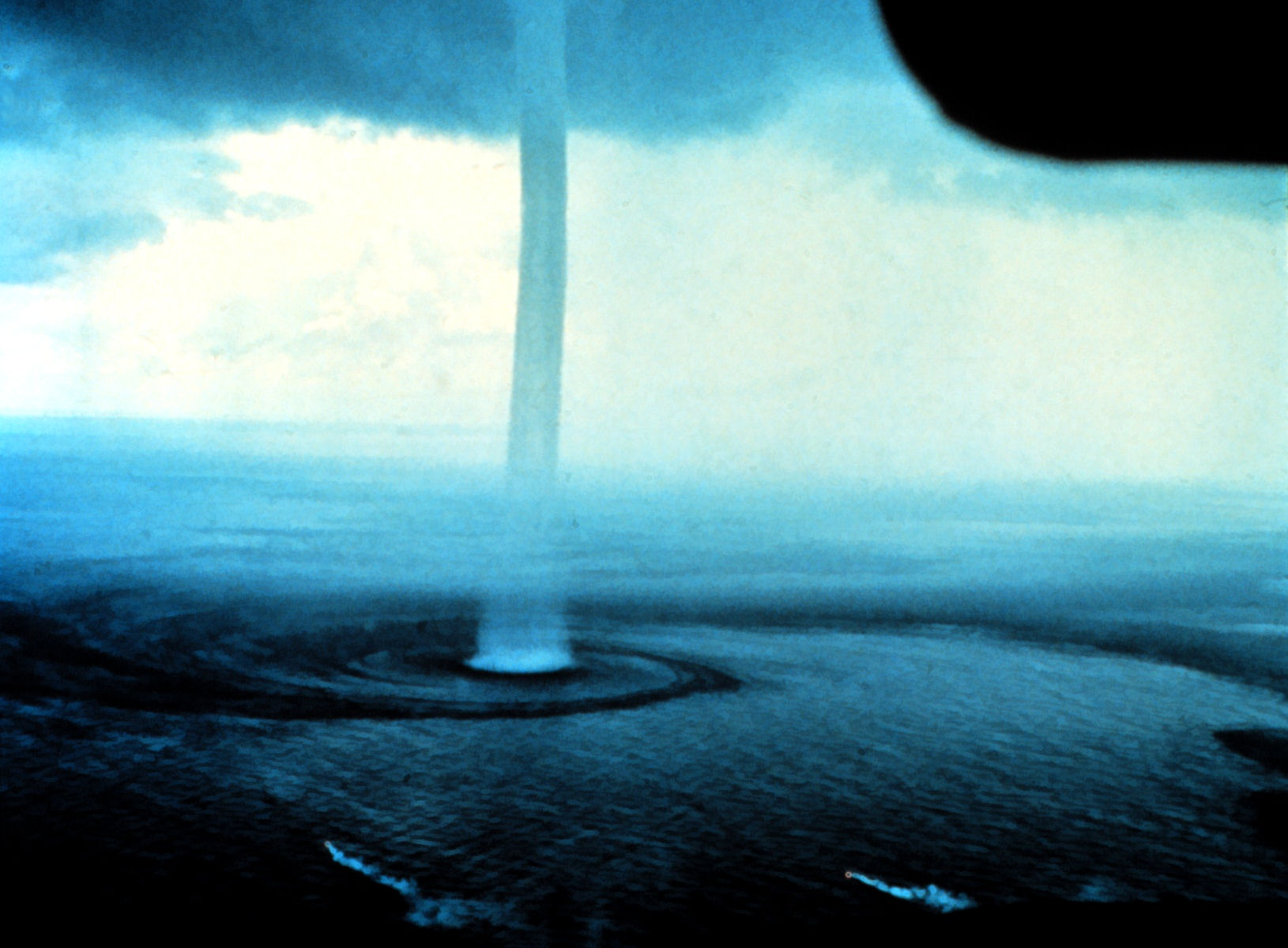
Trombe marine vue depuis un avion.

La vaste majorité des trombes marines sont de type d'air froid et se rencontrent dans les Tropiques, mais un certain nombre se produisent dans les latitudes plus élevées. Elles sont assez courantes, entre autres, le long de la côte européenne, des îles Britanniques, des mers Méditerranée et Baltique. Elles sont particulièrement fréquentes au large des côtes de la Floride et de ses Keys. Les trombes peuvent se développer autant sur les eaux salées que sur les lacs et rivières d'eau douce puisque l'instabilité atmosphérique et les vents sont les seuls critères en cause. Ainsi, on rapporte régulièrement des trombes marines sur les Grands Lacs d'Amérique du Nord. En général, elles vont se produire à l'intérieur de 100 kilomètres des côtes. 
On relève environ 160 trombes marines par année en Europe, les Pays-Bas en signalant le plus grand nombre avec 60. Viennent ensuite l'Espagne avec 30 (en majorité dans la région de Barcelone), l'Italie avec 25, et la Grande-Bretagne avec 15. Dans l'hémisphère nord, quelques études climatologiques ont montré une prépondérance de la formation des trombes d'air froid à l'automne, en particulier en septembre, alors que des incursions d'air froid passent sur les eaux au maximum de leur réchauffement. Cependant, les trombes tornadiques, moins fréquentes, auront un pic d'activité estival, alors que les conditions sont plus favorables aux orages supercellulaires, ainsi que durant la saison des cyclones tropicaux auxquels elles sont souvent associées.

## Effets
La variation de pression et du vent local associé avec les trombes marines peut causer un danger aux embarcations et aux coraux, cela est particulièrement vrai des trombes tornadiques,. Les trombes en air froid se dissipent généralement rapidement en touchant terre, car elles perdent leur source de chaleur. 
Les trombes tornadiques peuvent persister, car les éléments qui les génèrent se retrouvent dans la masse d'air ; elles peuvent donc causer des dégâts importants sur terre. Les incidents de trombes marines ayant causé des dommages sérieux sont assez rares, mais quelques-uns sont assez célèbres. En 1555, la tornade du Grand Port de Malte est l'une des plus anciennes confirmations d'une trombe destructrice. Elle a coulé quatre galères de guerre, de nombreux navires et fait plusieurs centaines de morts,. En 1851, deux trombes marines tornadiques frappent l'ouest de la Sicile, dévastant la côte. Le 1er juin 2015, une trombe marine sur le fleuve Yangtze chavire l’Étoile d'Orient durant la nuit et fait 442 morts.
À cause de la pression plus faible à l'intérieur des trombes marines, elles agissent comme un aspirateur. Elles emportent dans l'air et les nuages des aérosols riches en plancton, bactéries marines et virus. Elles interviennent ainsi dans la bioturbation. Les plus puissantes peuvent même soulever de petits poissons ou des batraciens.